# أيدين لو (ديكلة)
أیدین لو (بالفارسية: آیدین‌لو) هي منطقة سكنية تقع في إيران في قسم ديكلة الریفي. يقدر عدد سكانها بـ 202 نسمة .